# Новый Двор (Щомыслицкий сельсовет)
Новый Двор (бел. Но́вы Двор) — деревня в Минском районе Минской области Республики Беларусь. В составе Щомыслицкого сельсовета.

## География
Расположена на автомобильной дороге Н8992, Н24305.
Ближайшие населённые пункты Богатырёво, Озерцо, Новая Веска.

### Гидрография
На берегу реки Птичь.

## История

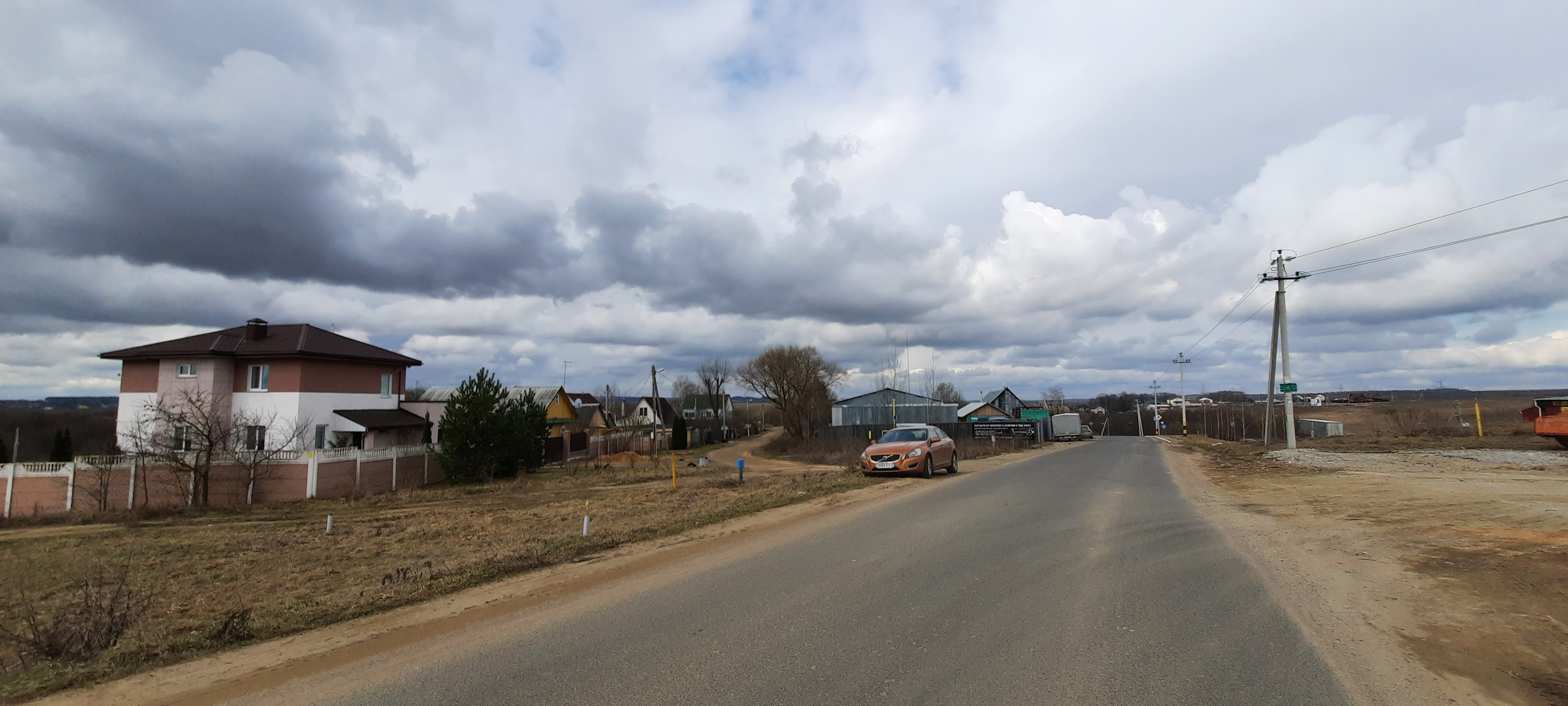

В 1723 году упоминается как фольварк и деревня в Минском воеводстве Великого Княжества Литовского.

## Население

### Численность
- 2009 год — 53 человек

### Динамика
- 1999 год — 103 человек (перепись населения)
- 2009 год — 53 человек (перепись населения)

## Улицы
- Горная
- Поселковая
- Речная
- Садовая
- Садовый переулок